# 王家驥
王家驥（1906年9月30日—2010年11月1日），字展雲，福建仙游人，中華民國教育家。曾擔任臺灣省立台東師範學校（今國立臺東大學）、台灣省立高雄中學（今高雄市立高雄高級中學）等學校校長，享有「當代的教育家」等盛名。

## 生平

### 早年
王家驥生於1906年農曆8月13日，為當時福建省仙遊縣竹莊村人。其曾祖父王立言、祖父王遷善、伯叔祖父王福善、王盡善皆為清朝時期的貢士，而父親王壽柏亦為當時的秀才，家族為典型的書香世家。王家驥的家庭是標準的大家庭制，三代共同耕讀，家風崇尚簡樸。 其中，王家另有一條不成文規定：不論是否進學堂或者私塾，在家時都得到農田幫忙農務，藉此養成勤勞的習慣並鍛鍊強健的體魄。 
1911年時，竹莊村村長聘了一位秀才擔任教席，以四書和五經為主要教學內容；王家驥在此讀了4年的私塾，直到1919年王家為了躲避紛亂，改遷至蒲田城內居住，而王家驥也從私塾轉入蒲田縣勵青國小就讀。3年後，王家驥於勵青小學畢業，奉父母之命與林元興結婚後，遂自行前往福州市，並成功考上福建省立福州第二中學，於當地住宿就讀。福州第二中學畢業後，由於羨慕北平地區各校的學風，前往北平考取私立匯文中學的高中部，住宿於北平的仙遊會館內。但之後因蔣中正領導了國民革命軍北伐，父親王壽柏以北平地區治安不寧為由，要求兒子南返，因此僅在匯文中學讀了一年後便休學。
南遷至上海後，正巧遇到上海大夏大學正在招生，王家驥便參加考試考進該校的大學預科（當時學制為中學四年，預科兩年，大學四年）。唸了一年後便直升大學部就讀，專攻教育心理學，就讀期間深受大夏大學教授、後來曾擔任教育部次長的鄭通和影響。王家驥利用暑假將所需學分修完後，於1931年6月13日獲得上海大夏大學教育學士學位，畢業後，離開上海回到福建，先後擔任小學校長、中等學校教育行政工作、師範學校教師、督學、地方教育幹部等十餘個基層教育職務。在當時，福建省是個經濟貧困、交通不發達的省分，而在教育方面可說是相較其他發達省份落後。在擔任福建省地方行政幹部訓練團講師時，王家驥負責教導區公所內的課長、股長學習教育行政方面的知識。也曾在福建省常樂縣地方行政幹部訓練所中擔任教育長的職務，主持教育行政工作，培養地方公務員的專業知識。

### 來台初期
二戰結束後台灣回歸中華民國，1946年1月應昔日長官、當時臺灣省行政長官公署教育處處長范壽康之邀前往台灣，擔任臺灣省行政長官公署教育處督學。二二八事件後，臺灣省行政長官公署改制為台灣省政府時，王家驥仍擔任臺灣省政府教育廳督學。他於督學任期內視察了各地教育行政措施，並提出了多項看法。當時由於日治時期剛結束，在教育方面仍留下許多日治時期的影子，儘管仍有部分可取，但還是有些地方許要進行改變，他提出下列幾項應改變措施：
- 部分學生由於受皇民化運動的影響，多沿用日本姓氏，應多加指正。
- 因當時日治時期日本人採差別待遇，因此許多學校設備有明顯差異，應加以平衡各校設備師資。
- 日本於第二次世界大戰時是採用軍國主義，與中華民國的三民主義背道而馳，應加強宣導。
- 日本人教育強調「絕對服從」，但這是錯誤的做法。

除此之外，在巡視台北市、臺北縣、基隆市、台南縣、台東縣的過程中，王家驥也指出許多戰後初期本地教育的種種缺點和問題，並提出「應廣為羅致師資，或設班訓練，並改善其待遇」等建議。任期中優異的表現，也讓他獲得大功一次的榮譽。

### 台東師範時期
1947年，台灣省政府教育廳開始重視台灣東部學校教育師資發展，於9月派王家驥擔任台東縣駐區督學。10月時，教育廳開始籌辦臺灣省立花蓮師範學校（今國立東華大學花師教育學院），並接收花蓮中學和花蓮女中所附設的簡易師資班。然而小學師資仍然不足，故教育廳派遣王家驥協助籌辦臺灣省立台東師範學校（今國立臺東大學），並借用臺東鎮文化國民學校為臨時校地。同年8月，增設「普通師範科」，招收初中畢業生，需修業三年；並獲得臺東縣政府同意，縣政府撥用臺東市中華路一段作為校區（今臺東大學台東校區現址）。之後為因應山地學校師資不足、以及地方教育發展之需要，曾另外舉辦供國民學校畢業的原住民學生就讀的一年制補習班課程，和招收高中（職）畢業生的一年制「教育學科選修班」、「特別師範科」等班級。
1948年3月，王家驥退任臺灣省立台東師範學校校長之職，改由劉寅讓擔任。

### 高雄中學時期
1948年8月，台灣省政府教育廳任命王家驥擔任台灣省立高雄中學（今高雄市立高雄高級中學）校長，任前準備期間擬出一份「辦學準則」。9月1日，王家驥正式擔任台灣省立高雄中學校長，開始其長達24年的雄中校長生涯。其間，他首先提出了「自強不息」的雄中校訓，以及「實事求是，精益求精」的雄中精神，藉此來增長校風。
在他任職早期，校內仍有雖非本科目教師但仍教學者；王家驥為強化師資品質，網羅了省立師範學院（現國立臺灣師範大學）各科系畢業生前往高雄中學任教。雖然當時學校以理工科系為主，但王家驥堅持採「全人化教育」，仍建立嚴格的技能科課程傳統。高雄中學校友洪郁大便曾說：「他對學生慈愛關切，並鼓勵學生發展各樣才能志趣。」
除此之外，王家驥亦改建當時校園建築，包括現今高雄中學校園裡持續使用的的群育活動中心、第四、五棟大樓、圖書館，以及已拆除的教職員工宿舍、美術館等，皆是當時由其大力推動，這也使得高雄中學成為當時教育廳所指定的科學教育學校及教育改革召集負責學校。不過，儘管在任期內興建眾多建築物，卻沒有一棟有他的題名。
王家驥律己甚嚴，凡事以身作則。既然已禁止學生抽菸，自己亦率先戒除每天三包的菸癮。由於妻子於中國大陸照料次子，他便終身不娶，以學校附設的校長宿舍為住所，甚至讓出宿舍供作教職員子女的托兒所使用，自己僅留小客廳和睡榻來棲身。 而每天有一批為數不少的高三學生晚上留住學校讀書，王家驥並無為維護學校財產的名目而制定校規，驅趕這些學生返家讀書，反而增加教室內的照明設備及加強走廊的燈光，使學生夜晚讀書時不會傷視力。同時，他亦經常在深夜走上當時行政大樓二樓的高三教室及走廊上關心這些在讀書學生的情況。
王家驥為了鼓勵學生勤奮讀書，每天比學生早到學校；而每當有導師上課遲到時，他甚至會親自代理上課。他被校友師生敬譽為「永遠的雄中校長」。 但儘管如此，由於王家驥在擔任高雄中學校長前曾在中國大陸參加「讀書會」而未向台灣警備總司令部報備，被警總認為其有「左派思想」且列管為黑名單中，因此被禁止出國。
除了學校事務外，亦擔任高雄市教育會主任委員的王家驥亦關心南臺灣的藝文發展，如在1952年會同社會熱心藝術人士舉辦的台灣南部美術協會（南部展）以及和畫家劉啟祥所組織的高雄美術研究會等。1972年9月1日，教育廳調派省立員林高級中學校長熊惠民繼任高雄中學校長。但在1973年舉辦台灣省省立中學校長會議時，為表達王家驥在教育界的貢獻，仍特別邀請卸任校長的他參與該會議。

### 退休生涯
1989年，王家驥與兒子、妹妹與姐夫返回福建省舊家探親一週，經由香港飛往福建省轉至仙遊老家。在回程抵達香港時，開始感覺頭腦昏沉、視覺不清。1990年的一天，王家驥於床沿前摔倒，額角大量出血，緊急送醫急救；於大同醫院醫治時，發現其有輕微中風後，便住院接受復健治療，並成功治癒。
2004年9月19日，高雄市教育界在寒軒飯店為王家驥舉行百齡華誕壽宴，時任總統的陳水扁專程南下賀壽，並致贈壽軸及壽酒。而在9月25日，當時高雄市市長謝長廷、高雄市政府教育局局長鄭進丁、高雄中學校長潘輝雄等人亦親赴王家祝賀。
2007年11月3日，王家驥榮獲高雄師範大學頒贈榮譽博士學位；2010年6月12日，王家驥榮獲正修科技大學頒贈榮譽博士學位，由高雄縣長楊秋興、立法院長王金平、正修科技大學校長龔瑞璋共同祝賀。

### 逝世
2009年開始，王家驥便常因呼吸道不適，在高雄醫學大學附設醫院胸腔內科就診，並住進呼吸照護中心進行插管治療，進出醫院多次。2010年7月，健康狀況開始惡化，因肺積水、心臟衰竭、休克等病情加劇開始住進高雄醫學大學附設醫院治療；9月，在醫院度過他104歲大壽；10月，高雄中學校友會開會決定每月撥款新臺幣5萬元作為醫療照護費用。但到了2010年10月底，王家驥因呼吸困難問題再次緊急救治。
2010年11月1日上午9時20分，王家驥因多重器官衰竭於醫院內辭世，享年104歲。

## 身后
高雄市市長陳菊、高雄市副市長李永得於逝世後立刻前往慰問家屬，並指示高雄市政府教育局和高雄中學協助治喪事宜；高雄中學校方之後於當日下午，由校友等人成立治喪委員籌備會，由前考試院院長許水德擔任治喪委員會主委，協助籌辦喪事等事宜。儘管篤信基督教的王家驥於生前交代後事一切從簡且不發訃聞，高雄中學校友仍決定為其舉辦追思禮拜，遺體預定11月5日火化。11月6日上午9時於高雄市立殯儀館舉行王家驥追思禮拜，由王家驥的侄孫李一如牧師主持，陳菊、中國國民黨秘書長金溥聰（代表中國國民黨主席馬英九）皆前往致意。

## 著作
- 《王家驥先生米壽詩集》
- 《百年樹人－王家驥校長百齡嵩壽文集》

## 外部連結
- 百歲教育家：王家驥校長 （页面存档备份，存于）
- 十年樹木，百年樹人 （页面存档备份，存于）